# ФК Серезо Осака
Серезо Осака (јап. セレッソ大阪) јапански је фудбалски клуб из Осаке.

## Име
- ФК Јанмар (јап. ヤンマーディーゼルサッカー部, 1957—1993)
- ФК Серезо Осака (јап. セレッソ大阪, 1994—)

## Успеси
Првенство
- Фудбалска прва лига Јапана (1965—1992): 1971, 1974, 1975, 1980.
- Фудбалска прва лига Јапана (1992—1998): 1994.

Куп
- Куп фудбалске лиге Јапана: 1973, 1983, 1984.
- Куп Џеј лиге: 2017.
- Царев куп: 1968, 1970, 1974, 2017.
- Суперкуп Јапана: 2018.